# Sven Libert Bring
Sven Libert Bring, född den 3 februari 1826 i Össjö socken i Skåne, död den 30 november 1905 i Lund, var en svensk teolog och präst. Han var bror till Johan Christoffer Bring samt kusin till Ebbe Gustaf Bring och Gottfrid Billing. 
Bring avlade 1844 studentexamen i Lund, där han 1850 blev filosofie magister samt 1855 teologie kandidat och prästvigd. Docent i systematisk teologi 1856, tjänstgjorde han såsom tillförordnad legationspredikant i London flera månader under åren 1857 och 1860, uppfördes på förslag till teologisk adjunktur 1859 och utnämndes 1862 till kyrkoherde i Torrlösa. 
Bring var preses vid prästmötet i Lund 1864 och blev teologie doktor 1868. Han blev 1876 ledamot av andliga ståndet av Nordstjärneorden. Vid biskopsvalet i Kalmar 1875 innehade han andra förslagsrummet. År 1886 utnämndes Bring till professor i praktisk teologi i Lund samt kyrkoherde i Hällestads prebendepastorat. 1888 förordnades han till ledamot av kommissionen för revision av kyrkohandboken och var 1893 medlem av kyrkomötet. Bring blev 1897 professor emeritus.
Av Brings utgivna skrifter bör nämnas Dogmatisk utveckling af gudsbegreppet (akademisk avhandling 1859), Kyrkotukten betraktad från biblisk ståndpunkt (1859), Grunddragen af den kristliga trosläran (2 delar, 1869–1877), Passionsbok, betraktelser öfver Kristi lidande på hvar dag i fastan (1875), Treenighetsbegreppets ethiska betydelse (1884), Kyrkans handlande såsom objekt för den praktiska teologien (1885), Förmaningsord till ungdomen (7:e uppl. 1893), Ett hus som tjenar Herren (4:e upplagan 1891, översättning till finska). Dessutom har Bring utgivit flera strödda predikningar och tal samt en mängd uppsatser i tidningar och tidskrifter.
Sven Libert Bring var son till Jöns Nicolaus Bring (1778–1842) och Ingrid Brita, född Billing (1787–1851). Han gifte sig 1862 med sin kusin Lydia Billing (1837–1907), och de fick 1865 dottern Charlotta ("Ditti").